# تملالت
تملالت (بالأمازيغية: ⵜⴰⵎⵍⵍⴰⵍⵜ Tamllalt) مدينة تقع شمال مراكش وهي تابعة لإقليم قلعة السراغنة ، وتبعد عن مدينة قلعة السراغنة بحوالي 30 كيلومتر وعن مدينة مراكش بحوالي 54 كيلومتر. بلغ عدد سكانها 17.000 نسمة سنة 2010.